# Кубок Шотландії з футболу 2014—2015
Кубок Шотландії з футболу 2014–2015 — 130-й розіграш кубкового футбольного турніру у Шотландії. Титул вперше здобув Інвернесс Каледоніан Тісл, який переміг у фіналі клуб із Чемпіоншипу - Фолкерк.

## Календар
| Раунд            | Дата              | Матчі | Клуби   |
| ---------------- | ----------------- | ----- | ------- |
| Попередній раунд | 16 серпня 2014    | 8     | 90 → 82 |
| Перший раунд     | 30 вересня 2014   | 18    | 82 → 64 |
| Другий раунд     | 4 жовтня 2014     | 16    | 64 → 48 |
| Третій раунд     | 1 листопада 2014  | 16    | 48 → 32 |
| Четвертий раунд  | 29 листопада 2014 | 16    | 32 → 16 |
| П'ятий раунд     | 7 лютого 2015     | 8     | 16 → 8  |
| Чвертьфінали     | 7 березня 2015    | 4     | 8 → 4   |
| Півфінали        | 18 квітня 2015    | 2     | 4 → 2   |
| Фінал            | 30 травня 2015    | 1     | 2 → 1   |

## Третій раунд
| Команда 1                        | Рахунок           | Команда 2              |
| -------------------------------- | ----------------- | ---------------------- |
| 1 листопада 2014                 |                   |                        |
| Герлфорд Юнайтед (Ю)             | 1:1               | Стерлінг Альбіон (3)   |
| Лінлісгоу Роус (Ю)               | 0:2               | Рейт Роверз (2)        |
| Іст Файф (4)                     | 2:3               | Бервік Рейнджерс (4)   |
| Форфар Атлетік (3)               | 1:3               | Ковденбіт (2)          |
| Единбург Сіті (5)                | 2:3               | Броура Рейнджерс (5)   |
| Стенхаузмур (3)                  | 1:2               | Бріхін Сіті (3)        |
| Арброт (4)                       | 2:1               | Нерн Каунті (5)        |
| Елгін Сіті (4)                   | 4:4               | Бонесс Юнайтед (Ю)     |
| Еннан Атлетік (4)                | 3:2               | Лівінгстон (2)         |
| Дамбартон (2)                    | 0:1               | Рейнджерс (2)          |
| Квінз Парк (4)                   | 1:2               | Альбіон Роверз (4)     |
| Грінок Мортон (3)                | 0:0               | Ейрдріоніанс (3)       |
| Ейр Юнайтед (3)                  | 1:1               | Аллоа Атлетік (2)      |
| Спартанс (5)                     | 2:0               | Клайд (4)              |
| Пітерхед (3)                     | 0:1               | Странрар (3)           |
| 2 листопада 2014                 |                   |                        |
| Іст Стерлінгшир (4)              | 1:4               | Данфермлін Атлетік (3) |
| 8 листопада 2014 (перегравання)  |                   |                        |
| Бонесс Юнайтед (Ю)               | 5:4               | Елгін Сіті (4)         |
| Стерлінг Альбіон (3)             | 2:2 дч пен. 13:12 | Герлфорд Юнайтед (Ю)   |
| 11 листопада 2014 (перегравання) |                   |                        |
| Ейрдріоніанс (3)                 | 0:2               | Грінок Мортон (3)      |
| Аллоа Атлетік (2)                | 4:0               | Ейр Юнайтед (3)        |

## Четвертий раунд
| Команда 1                    | Рахунок | Команда 2                 |
| ---------------------------- | ------- | ------------------------- |
| 29 листопада 2014            |         |                           |
| Данді                        | 2:1     | Абердин                   |
| Бонесс Юнайтед (Ю)           | 0:5     | Арброт (4)                |
| Сент-Джонстон                | 2:1     | Росс Каунті               |
| Сент-Міррен                  | 1:1     | Інвернесс Каледоніан Тісл |
| Стерлінг Альбіон (3)         | 0:2     | Рейт Роверз (2)           |
| Квін оф зе Саут (2)          | 4:1     | Броура Рейнджерс (5)      |
| Странрар (3)                 | 2:2     | Данфермлін Атлетік (3)    |
| Фолкерк (2)                  | 1:0     | Ковденбіт (2)             |
| Спартанс (5)                 | 2:1     | Грінок Мортон (3)         |
| Бервік Рейнджерс (4)         | 1:1     | Альбіон Роверз (4)        |
| Еннан Атлетік (4)            | 1:1     | Бріхін Сіті (3)           |
| Аллоа Атлетік (2)            | 1:2     | Гіберніан (2)             |
| Мотервелл                    | 1:2     | Данді Юнайтед             |
| Партік Тісл                  | 2:0     | Гамільтон Академікал      |
| 30 листопада 2014            |         |                           |
| Рейнджерс (2)                | 3:0     | Кілмарнок                 |
| Гарт оф Мідлотіан (2)        | 0:4     | Селтік                    |
| 2 грудня 2014 (перегравання) |         |                           |
| Інвернесс Каледоніан Тісл    | 4:0     | Сент-Міррен               |
| 9 грудня 2014 (перегравання) |         |                           |
| Данфермлін Атлетік (3)       | 1:3     | Странрар (3)              |
| Альбіон Роверз (4)           | 0:1     | Бервік Рейнджерс (4)      |
| Бріхін Сіті (3)              | 4:2     | Еннан Атлетік (4)         |

## П'ятий раунд
| Команда 1                     | Рахунок | Команда 2                 |
| ----------------------------- | ------- | ------------------------- |
| 7 лютого 2015                 |         |                           |
| Данді                         | 0:2     | Селтік                    |
| Квін оф зе Саут (2)           | 2:0     | Сент-Джонстон             |
| Гіберніан (2)                 | 3:1     | Арброт (4)                |
| Фолкерк (2)                   | 2:1     | Бріхін Сіті (3)           |
| Партік Тісл                   | 1:2     | Інвернесс Каледоніан Тісл |
| Спартанс (5)                  | 1:1     | Бервік Рейнджерс (4)      |
| 8 лютого 2015                 |         |                           |
| Странрар (3)                  | 0:3     | Данді Юнайтед             |
| Рейнджерс (2)                 | 1:2     | Рейт Роверз (2)           |
| 17 лютого 2015 (перегравання) |         |                           |
| Бервік Рейнджерс (4)          | 1:0     | Спартанс (5)              |

## Чвертьфінали
| Команда 1                      | Рахунок | Команда 2            |
| ------------------------------ | ------- | -------------------- |
| 6 березня 2015                 |         |                      |
| Квін оф зе Саут (2)            | 0:1     | Фолкерк (2)          |
| 8 березня 2015                 |         |                      |
| Гіберніан (2)                  | 4:0     | Бервік Рейнджерс (4) |
| Данді Юнайтед                  | 1:1     | Селтік               |
| 10 березня 2015                |         |                      |
| Інвернесс Каледоніан Тісл      | 1:0     | Рейт Роверз (2)      |
| 18 березня 2015 (перегравання) |         |                      |
| Селтік                         | 4:0     | Данді Юнайтед        |

## Півфінали
| Команда 1                 | Рахунок | Команда 2   |
| ------------------------- | ------- | ----------- |
| 18 квітня 2015            |         |             |
| Гіберніан (2)             | 0:1     | Фолкерк (2) |
| 19 квітня 2015            |         |             |
| Інвернесс Каледоніан Тісл | 3:2 дч  | Селтік      |

## Фінал
| 30 травня 2015 15:00 (CET) |

| Фолкерк   | 1:2      | Інвернесс Каледоніан Тісл |
| --------- | -------- | ------------------------- |
| Грант 80' | Протокол | Воткінс 38' Вінсент 86'   |

| Гемпден-Парк, Глазго Глядачів: 37 149 Арбітр: Вільям Каллам |